# Andreï Budberg
Le comte Andreï Iakovlevitch Budberg (en russe : Андрей Яковлевич Будберг, en allemand : Andreas Eberhard Baron von Budberg) né en 1750 à Riga, décédé en 1812, était un diplomate et homme politique russe; il fut ministre des Affaires étrangères de 1806 à 1807, Président du Conseil des ministres de la Russie impériale de 1806 à 1807, gouverneur de Saint-Pétersbourg du 25 janvier 1803 au 17 février 1803.

## Biographie
Issu d'une famille originaire de Westphalie installée en Russie depuis le XVIe siècle. Il est le grand-père maternel d'Andreas Fedorovitch von Budberg-Bönninghausen également diplomate et ambassadeur.

### Carrière militaire
Andreï Iakovlevitch Budberg entra dans l'armée en 1759, il participa à la guerre russo-turque de 1768-1774. En 1783, il fut promu au grade de  lieutenant-colonel (podpolkovnik). Il servit dans l'armée comme officier mais ne posséda aucune expérience en diplomatie. Ami des parents d'Andreï Iakovlevitch Budberg, Brown, le gouverneur-général de Riga recommanda le comte à Catherine II de Russie comme diplomate.
En 1784, Catherine II de Russie choisit Andreï Iakovlevitch Budberg comme tuteur de son petit-fils le grand-duc Alexandre Pavlovitch (futur Alexandre Ier de Russie).

### Carrière diplomatique
En 1793, Andreï Iakovlevitch Budberg eut pour mission de négocier à Stockholm le mariage de Alexandra Pavlovna de Russie avec le roi Gustave IV Adolphe de Suède. Au début la Cour de Suède consentit à ce mariage, mais plus tard le roi de Suède se désista.
En 1796, Paul Ier de Russie succéda à sa mère sur le trône impérial de Russie, mais le nouveau tsar n'aimait pas Andreï Iakovlevitch Budberg, le comte fut dans l'obligation de présenter sa démission.

### Ministre des Affaires étrangères
En 1804 Alexandre Ier de Russie nomma Andreï Budberg conseiller d'État. Très connu pour sa méfiance à l'encontre de Napoléon Ier, en 1806, le tsar confia au comte le portefeuille de ministre des Affaires étrangères. En 1807, après la signature des traités de Tilsit (7 juillet et 9 juillet 1807), il démissionna de son poste et quitta la scène politique.

### Création des relations diplomatiques entre la Russie impériale et les États-Unis
Les relations diplomatiques entre la Russie impériale et les États-Unis devinrent effectives au cours des mois de l'année 1807 grâce à une riche correspondance entre Maxime Alopeus en poste à Londres, Andreï Budberg alors ministre des Affaires étrangères de l'Empire de Russie, James Monroe, William Pincky et le futur président des États-Unis James Madison.